# CASA C-207
Die CASA C-207 Azor (spanisch für Habicht) war ein zweimotoriges Transport- und Verkehrsflugzeug des spanischen Herstellers Construcciones Aeronáuticas S.A. aus den 1950er- und 60er-Jahren. Das Flugzeug konnte bis zu 40 Personen transportieren, war aber nicht mit einer Druckkabine ausgestattet. Neben zwei Prototypen entstanden in Getafe 20 Serienmodelle, die von der spanischen Regierung erworben und als T.7 von den Luftstreitkräften genutzt wurden. Da die Fluggesellschaften zu diesem Zeitpunkt kein Interesse mehr an Flugzeugen mit Kolbenmotoren hatten, konnten keine zivilen Kunden gewonnen werden.

## Geschichte
Im Jahr 1951 erteilte die spanische Regierung der CASA den Auftrag, zwei Prototypen eines Verkehrsflugzeugs für 30 bis 40 Passagiere zu bauen. Die Maschine sollte auf Kurz- und Mittelstrecken zum Einsatz kommen. Der Entwurf orientierte sich am kleineren Vorgängermodell Halcón. Der Jungfernflug des ersten Prototyps fand am 28. September 1955 statt.
Die zehn Flugzeuge der Version C-207A gingen als T.7A an die spanische Luftwaffe und waren als Truppentransporter für 38 Soldaten eingerichtet. Die übrigen zehn Serienmodelle entstanden ab 1961 und erhielten die Bezeichnung C-207C bzw. T.7B. Sie besaßen eine seitliche Frachttür und konnten sowohl Fracht transportieren als auch bis zu 37 Fallschirmjäger absetzen.
Die Auslieferung der letzten Maschine erfolgte 1968. Im Jahr 1982 musterte die spanische Luftwaffe die letzten Flugzeuge aus und ersetzte sie durch die C-212.

## Konstruktion
Die Azor war ein als Tiefdecker ausgelegtes Ganzmetallflugzeug in Halbschalenbauweise. Sie verfügte über ein einziehbares Bugradfahrwerk. Als Antrieb waren zunächst zwei Kolbenmotoren von ENMASA, später von Pratt & Whitney vorgesehen. Die Serienmodelle erhielten stattdessen zwei Hercules-Sternmotoren des britischen Herstellers Bristol.

## Militärische Nutzer
- Spanien
  - Ejército del Aire

## Zwischenfälle
Vom Erstflug 1955 bis zum Einsatzende 1982 wurde von der CASA C-207 Azor nur ein Totalschaden bekannt. Dabei kamen all 11 Personen an Bord ums Leben.
- Am 19. Januar 1977 wurde eine CASA C-207 Azor der Spanischen Luftstreitkräfte (Luftfahrzeugkennzeichen T.7-15) in der Nähe von Chiva (Valencia) beim Anflug auf den Flughafen Valencia (Spanien) in eine Bergflanke geflogen. Durch diesen CFIT (Controlled flight into terrain) wurden alle 11 Insassen getötet, fünf Besatzungsmitglieder und 6 Passagiere.[2]

## Technische Daten
| Kenngröße                             | Daten                                                                             |
| ------------------------------------- | --------------------------------------------------------------------------------- |
| Besatzung                             | 4                                                                                 |
| Passagiere                            | 38 Soldaten (C-207 A) bzw. 37 Fallschirmjäger (C-207 C)                           |
| Länge                                 | 20,85 m                                                                           |
| Spannweite                            | 27,80 m                                                                           |
| Höhe                                  | 7,75 m                                                                            |
| Flügelfläche                          | 85,80 m²                                                                          |
| Flügelstreckung                       | 9,0                                                                               |
| Startmasse                            | 16.000 kg (C-207 A) bzw. 16.500 kg (C-207 C)                                      |
| Nutzlast                              | 3.000 kg (C-207 A) bzw. 3.350 kg (C-207 C)                                        |
| Reisegeschwindigkeit                  | 350 km/h                                                                          |
| Höchstgeschwindigkeit in 1.500 m Höhe | 455 km/h                                                                          |
| Marschgeschwindigkeit in 3.050 m Höhe | 357 km/h                                                                          |
| Dienstgipfelhöhe                      | 8.500 m                                                                           |
| Reichweite                            | 2.350 km mit 3.000 kg Nutzlast                                                    |
| Triebwerke                            | zwei 14-Zylinder-Sternmotoren Bristol Hercules 730 mit je 1.500 kW (ca. 2.040 PS) |